# タカカウ滝

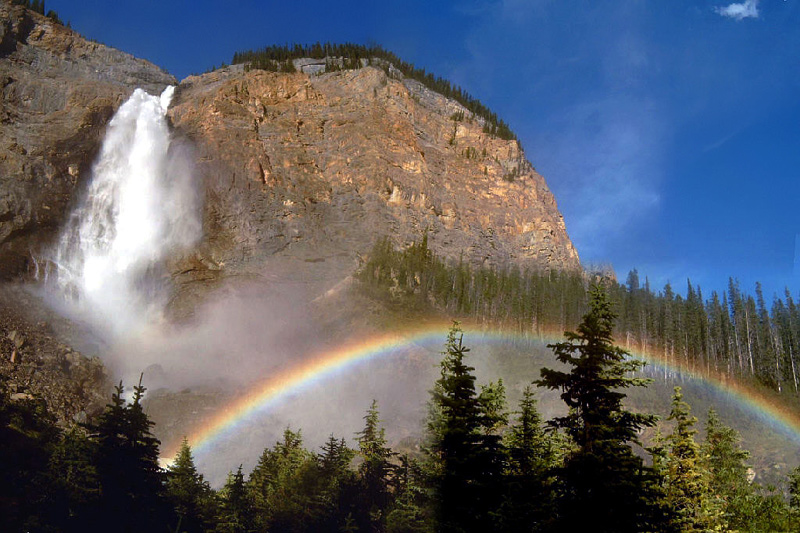
タカカウ滝にかかる虹

タカカウ滝（英語表記：Takakkaw Falls）とは、カナダ西部、北アメリカ大陸の大陸分水界の太平洋側に存在する瀑布である。なお、周辺一帯はヨーホー国立公園に指定されている。

## 概要
タカカウ滝は、おおよそ北緯51度30分00秒、西経116度28分24秒に位置しており

、この場所はカナダのブリティッシュコロンビア州に属する。この滝は付近を流れるヨーホー川の支流のうち、2013年現在も名前の無い支流の途中に存在している

。
この名も無き川の源流は、ワプティク氷原から流れ出す氷河の1つ、デイリ氷河の末端部で融解した水である。もちろん、気温が上がる夏季には氷河から融解する水の量も増すため、この滝の水量も増加する。このため夏季には観光客がこの滝を訪れる。ただし、滝の水量が多く、見物に最高の状態となるのは、春も終わる頃に周辺の山々からの雪解け水も加わった時期である。なお、この滝の名称の「タカカウ」というのは、クリー語で「壮大」と言った意味

。
実際にこの滝の落差はカナダ国内でも上位に入る。ただし、その大きさについては、異なる値を提示する資料が存在する。（詳しくは、次の「落差について」の節を参照。）

## 落差について

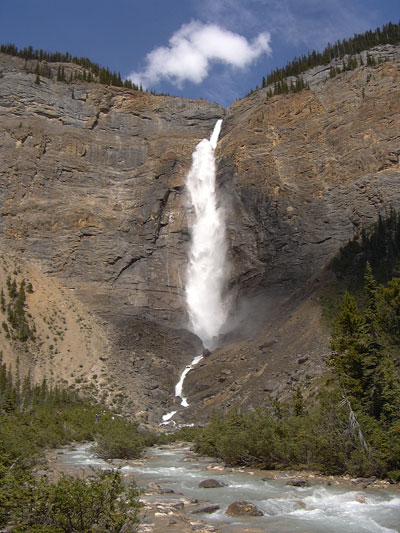
タカカウ滝の遠景。2004年7月撮影。

既述のように、タカカウ滝の落差については、異なる値を提示する資料が存在する。また、ブリティッシュコロンビア州内における落差による滝のランキングの順位、および、カナダ国内における落差による滝のランキングの順位についても、異なる順位を提示する資料が存在する。
まず、1965年版の「カナダの公園（Parks Canada）」について小冊子（パンフレット）の「Trails in the Yoho Valley」という項目によれば、落差は約380.4mであるという

。
続いて、「地理学的調査（Chief Geographer's survey）」によれば、滝の水が砕けないで落下しているのは少なくとも372.8m以上であり

、これはブリティッシュコロンビア州内において第3位であると同時に、カナダ国内においても第3位であり、デラ滝（Della Falls）、ハンレン滝（Hunlen Falls）に次ぐ落差であるという。
そして、「ブリティッシュコロンビア州百科事典2000年版（Encyclopedia of British Columbia, 2000）」によれば、実際の落差は254mであり

、これはブリティッシュコロンビア州内において第2位であると同時に、カナダ国内においても第2位であるという。
この通り、落差についてはハッキリとしない。

## 交通
既述の通りタカカウ滝が存在する名も無き川は、ヨーホー川の支流の1つである。このヨーホー川に沿うように、ヨーホー・バレー道路（Yoho Valley Road）という道が整備されており、この道路を利用することで、タカカウ滝まで来ることができる。ただし、この道路は冬期間通行止めとなる。積雪の状態にもよるものの、おおむね1年のうち6月下旬から9月下旬までの3ヶ月間程度のみ通行可能である。

## 映画に登場
タカカウ滝は、1995年に公開された映画『Last of the Dogmen』において登場する。

## 主な参考文献
- "Takakkaw Falls."（タカカウ滝） British Columbia Geographical Names.（ブリティッシュコロンビア州の地名）
- "Takakkaw and other waterfalls in the area"（タカカウ滝と周辺地域の滝） waterfalls west.comのサイトより

座標: 北緯51度29分59秒 西経116度28分22秒 / 北緯51.49972度 西経116.47278度